# آناتولی ولاسوف
آناتولی ولاسوف (روسی: Анато́лий Алекса́ндрович Вла́сов؛ زادهٔ ۲۰ اوت (تقویمِ سبکِ قدیم: ۷ اوت) ۱۹۰۸، متوفّی به ۲۲ دسامبرِ ۱۹۷۵) فیزیک‌دان اهل روسیه بود.